# 120mm kanón typu 10. roku
120mm kanón typu 10. roku japonského císařského námořnictva byl vyvinut v polovině dvacátých let 20. století a dočkal se nasazení i za druhé světové války. Jednalo se o lodní a pozemní kanón, který byl v jednohlavňovém i dvouhlavňovém uspořádání na lodích císařského námořnictva a v pozemních bateriích používán k palbě na vzdušné, pozemní a námořní cíle. Měl ráži 120 milimetrů, hlaveň délky 45 ráží (5400 mm) a používal jednotný náboj. Na lodích se používal v manuálně, či elektro-hydraulicky poháněných lafetacích. K zaměřování sloužily optické systémy řízení palby typu 91 a 94. Oficiální označení bylo 45-kókei 10-nenšiki 12-senči kókaku hó (四五口径十年式十二糎高角砲 ~ 45kaliberní 12cm protiletadlový kanón typu 10. roku).

## Vývoj a nasazení
Práce na budoucím 120mm kanónu typu 10. roku byly zahájeny v roce 1921 a vedl je inženýr Čijokiči Hada. Ten vyšel ze 120mm kanónu typu 3. roku, který byl v jednohlavňových lafetacích používán na torpédoborcích tříd Minekaze, Kamikaze a Mucuki, a který bylo třeba uzpůsobit pro vedení protiletadlové palby. K přijetí nového kanónu do výzbroje císařského námořnictva došlo v roce 1926.
120mm kanóny typu 10. roku se instalovaly jako protiletadlová výzbroj na křižníky, letadlové lodě a jako primární výzbroj i na menší jednotky. Na těžkých křižnících třídy Mjókó (6xI) a Takao (4xI), které je nesly od počátku až do přezbrojení ve třicátých a počátkem čtyřicátých let (ale Maja si je ponechala až do přestavby na protiletadlový křižník na přelomu let 1943 a 1944 a Čókaj si je ponechal až do konce), byly nahrazeny 127mm kanóny typu 89, které umožňovaly vyšší kadenci i náměr. Na křižnících tříd Furutaka a Aoba byly naopak nainstalovány jako náhrada za starší 76,2mm kanóny (vždy 4xI). Lehký křižník Júbari obdržel jeden 120mm kanón počátkem roku 1944. Po dvanácti (6xII) 120mm kanónech nesly i letadlové lodě Akagi a Kaga. Akagi se jejich náhrady za 127mm kanóny již nedočkala, zatímco Kaga je ještě stihla vyměnit za 127mm kanóny typu 89. Po čtyřech 120mm kanónech nesly i dvě z letadlových lodí třídy Taijó: Taijó a Unjó.
Kaibókany tříd Mikura a Ukuru nesly po třech 120mm kanónech (1xI a 1xII), zatímco kaibókany typu C, typu D a třídy Iošima nesly po dvou kanónech (2xI). 120mm kanóny typu 10. roku nesly rovněž některé minonosky a minolovky.
Celkem bylo vyrobeno kolem 3000 děl v Kure a Muroranu, z toho 2320 v období 1942 až 1945. K nim bylo v Kure, Jokosuce a Sasebu vyrobeno 2600 lafetací.

## Popis

### Hlaveň
První kusy měly plášťovanou hlaveň, později byly hlavně vyráběny z monobloku. Závěr byl horizontálně se pohybující klín. Nábojová komora měla 10,774 dm3 a při výstřelu v ní vznikal tlak 2650 kg/cm2. Zpočátku děla trpěla tím, že granát opustil hlaveň ještě předtím, než dohořela prachová nálož, což se podařilo za války vyřešit jinou prachovou náloží.
Vývrt hlavně byl tvořen 34 drážkami 1,45 mm x 6,688 mm (hloubka x šířka). Pole mezi drážkami mělo šířku 4,3 mm. Podle DiGiuliana měla mít některá děla dokonce 36 drážek. Drážkování bylo konstantní o délce 4649 mm a jeden závit měl hloubku 28 ráží (3360 mm). Životnost hlavně byla 700 až 1000 výstřelů.
Dělo mohlo být nabíjeno při všech úhlech elevace a to manuálně. Časování zapalovače se nastavovalo manuálně těsně před nabitím.

### Munice
Pro 120mm kanón typu 10. roku bylo možno použít minimálně těchto jedenáct druhů munice:
- Granát z tažené ocele (henkódan) zavedený roku 1926. Bez výbušné náplně, pouze s 30s a 50s hlavovým zapalovačem. Používala se standardní prachová nálož. Tělo bylo žluté a špička bílá. Tyto granáty byly používány pouze do roku 1928.[6]
- Mokuhjódan (目標弾 ~ značkovací granát) zavedený roku 1926; s 30s a 50s hlavovým zapalovačem, bez výbušné náplně. Používala se lehká prachová nálož. Zelené tělo a bílá špička.[6]
- Cvičný časovaný (時限演習弾 džigen enšúdan) zavedený roku 1926; s 30s a 50s hlavovým zapalovačem, bez výbušné náplně. Používala se lehká, redukovaná i standardní prachová nálož. Černé tělo a bílá špička.[6]
- Osvětlovací (星弾 seidan, též hoseidan) bez padáku, zavedený roku 1929; s 30s hlavovým zapalovačem. Používala se lehká, redukovaná i standardní prachová nálož. Šedomodré tělo a bílá špička. K 30. březnu 1938 byl přeznačen na osvětlovací granát A (照明弾甲 šómeidan kó).[6]
- Trhavý granát číslo 4 (4号通常弾 4-gó cúdžódan, doslova „běžný granát číslo 4“) zavedený roku 1929; s hlavovým zapalovačem typu 88, od roku 1932 s mechanickým časovým hlavovým zapalovačem typu 91. Byl plněn 1,7 kg výbušniny šimose a používala se lehká, redukovaná i standardní prachová nálož. Tělo bylo kaštanově hnědé, špička bílá. K 6. červenci 1932 bylo z označení granátu vynecháno „číslo 4“ a zůstalo pouze cúdžódan.[6] Zničující účinek byl uvažován do 18 metrů.[11]
- Cvičný (演習弾 enšúdan) zavedený roku 1932; bez zapalovače a bez výbušné náplně. Používala se lehká, redukovaná i standardní prachová nálož. Černé tělo a žlutá špička.[6]
- Trhavý granát typu 1 (1式通常弾 1-šiki cúdžódan, doslova „běžný granát typu 1“) zavedený roku 1941; s mechanickým časovým hlavovým zapalovačem typu 91 modifikace 1. Byl plněn 1,86 kg trinitroanisolu (TNA) a používala se redukovaná a standardní prachová nálož. Tělo bylo kaštanově hnědé, špička bílá.[6] Zničující účinek byl uvažován do 19 metrů.[11]
- Protiponorkový s plochou špičkou z roku 1943.[1][12]
- „Běžný granát typu 4“ (4式通常弾 4-šiki cúdžódan) zavedený roku 1944; s časovým hlavovým zapalovačem typu 4 model 1. Jednalo se o speciální protiletadlový granát (obdobně jako san-šiki dan) plněný trubičkami s bílým fosforem.[13]
- Zápalný s časovým hlavovým zapalovačem typu 4 model 1 a plněný 300 gramy TNA, která rozmetala do okolí 18 trubiček plněných směsí dusičnanu barnatého (30 %), magnetitu (25 %), hliníku (20 %), Elektronu (10 %), vulkanizované gumy (9,3 %), přírodního kaučuku (5 %), síry (0,5 %) a kyseliny stearové (0,2 %). Červené tělo a bílá špička.[14][11]
- Osvětlovací granát B1 (照明弾乙 šómeidan ocu) s padákem. Plněn 780 gramy směsi založené na hořčíku, dusičnanu barnatém a včelím vosku, která dosahovala svítivosti 600 000 kandel. Červené tělo a bílá špička.[11]

### Lafetace

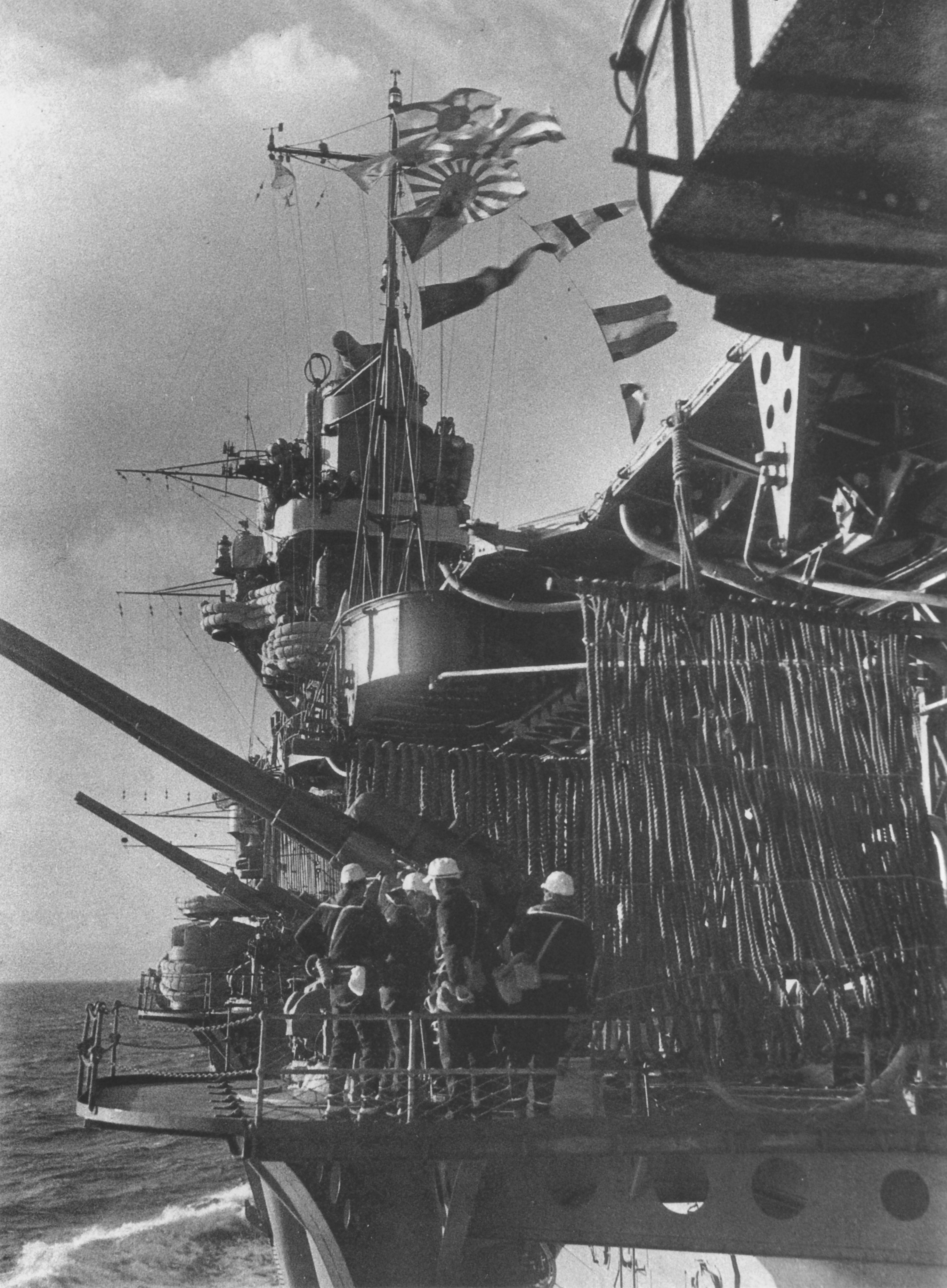
Lafetace A2 na levoboku Akagi

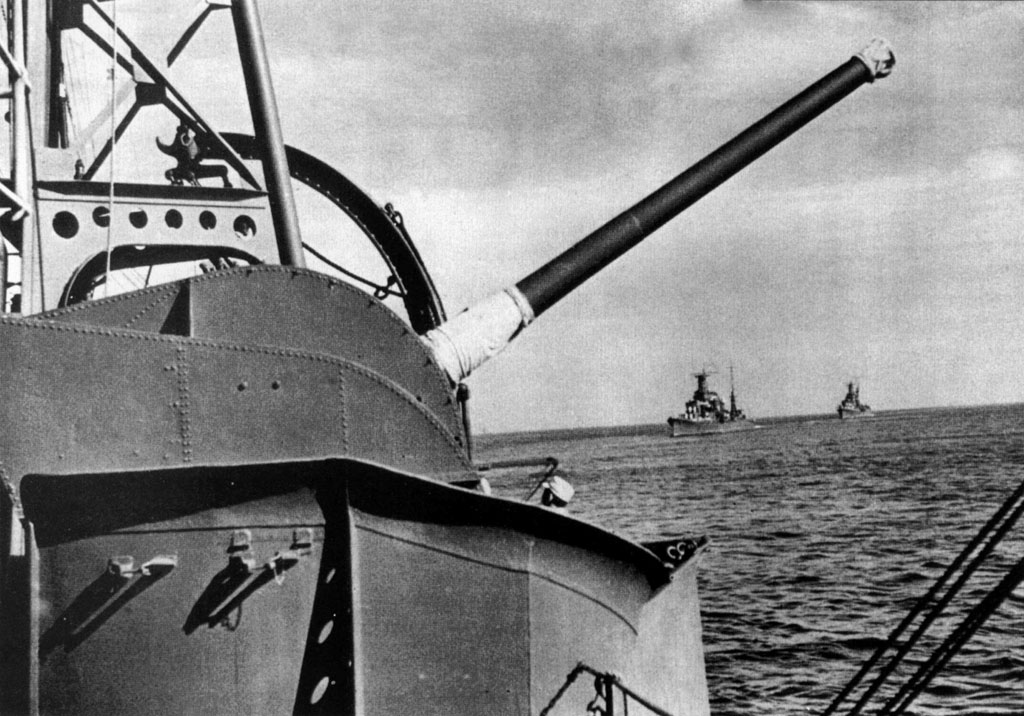
Lafetace B2 na levoboku Kako

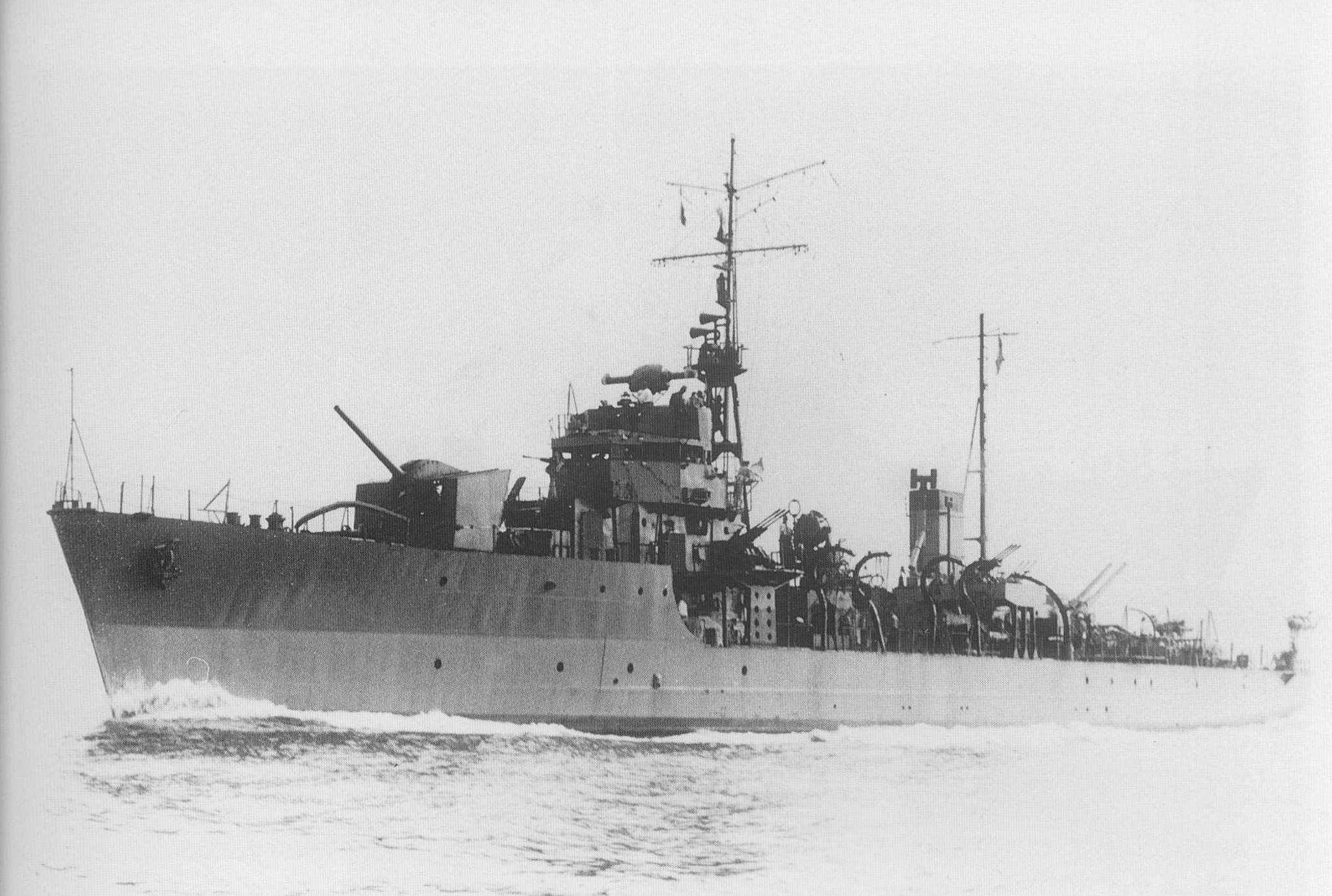
Kaibókan Šónan s blíže neurčenou lafetací staršího typu na přídi

Typ 10. roku měl při použití na lodích tyto modely (型 gata) lafetací:
- A modifikace (改 kai) 1 (nebo možná A2 mod 1 – Itani & Lengerer & Rehm-Takahara v tomto není jednoznačný) – dvouhlavňová lafetace s ochranným štítem. Použitá na dělových člunech třídy Hašidate a oceánografické lodi Cukuši.[15]
- A modifikace 3 – dvouhlavňová nekrytá lafetace použitá na zádi kaibokanů tříd Mikura a Ukuru.[15]
- A2 – dvouhlavňová, nechráněná, elektrohydraulicky poháněná lafetace. Maximální rychlost změny náměru byla 6,5 °/s a maximální rychlost změny odměru byla 10 °/s. V nouzi bylo možné použít pomalejší manuální ovládání. Tyto lafetace byly použity na letadlových lodích Akagi a Kaga.
- B – jednohlavňová, nekrytá a manuálně ovládaná lafetace použitá na křižnících tříd Mjókó a Aoba před rekonstrukcí a letadlových lodích třídy Taijó.
- B2 – jednohlavňová, elektrohydraulicky ovládaná lafetace opatřená ochranným ocelovým štítem o tloušťce 1,6 až 3,2 mm. Hydraulická čerpadla poháněl elektromotor o výkonu 5 koňských sil (3,7 kW) napájený z palubní sítě. Maximální rychlost změny náměru byla 6,5 °/s a maximální rychlost změny odměru byla 10 °/s. V nouzi bylo možné použít pomalejší manuální ovládání s maximální rychlostí změny náměru a odměru přibližně 3 °/s.[16] Tyto lafetace byly použity na křižnících tříd Furutaka, Aoba a Takao.
- C – jednohlavňová, manuálně ovládaná lafetace pro pozemní baterie.[15]
- D – jednohlavňová, mechanicky ovládaná lafetace pro pozemní baterie. Vyrobeno pouze několik kusů.[15]
- E – jednohlavňová lefetace. Na Júbari a na přídi kaibókanu Jasošima byla vybavena ochranným štítem, na zádi kaibókanu Jasošima a u obou lafetací na kaibókanu Iošima byla nekrytá.

Blíže neurčený model jednohlavňové lafetace, zpravidla vybavené ochranným štítem, se používal na přídi kaibókanů tříd Mikura a Ukuru a typů C a D. V pozdější fázi války došlo ke změně tvaru tohoto štítu. Je možné, že se také jednalo o model E, či jeho modifikaci. Itani & Lengerer & Rehm-Takahara uvádí jednu z lafetací na přídi kaibókanú typu C (odpovídající staršímu modelu ochranného štítu, ale bez vytvarovaného krytu hlavně na horní straně štítu) jako E modifikace 3. Rovněž jmenuje použití lafetací E1 a E2.

### Systém řízení palby
K zaměřování 120mm děl typu 10. roku na velkých lodích císařského námořnictva sloužily prostředky protiletadlového řízení palby (高射装置 kóša sóči) typu 91 nebo 94 s dálkoměry a analogovými balistickými počítači.
Během cvičení v srpnu a září 1931 dosáhly křižníky třídy Mjókó 2,2% úspěšnosti zásahu cíle letícího ve vzdálenost 2600 až 5500 metrů, ve výšce 1500 až 2000 metrů. Křižníky byly nově vybaveny analogovými protiletadlovými balistickými počítači typu 89 a pluly rychlostí 18 uzlů (33,3 km/h), cíl letěl rychlostí 60 až 70 uzlů (111,1 až 129,6 km/h). Rychlost střelby byla 6,4 výstřelů za minutu.

## Nástupci
Ve své ráži se 120mm kanón typu 10. roku nástupce nedočkal. Ačkoliv byl na některých plavidlech (křižníky tříd Mjókó, Takao a letadlová loď Kaga) nahrazen 127mm kanóny typu 89, byl vyráběn a používán až do konce druhé světové války.